# ヘパリン類似物質
ヘパリン類似物質（ヘパリンるいじぶっしつ）またはヘパリノイド（Heparinoid）とは、ヘパリンと同様の作用を持つグリコサミノグリカン（GAG）の総称である。植物性、動物性、合成のオリゴ糖や硫酸化多糖が含まれる。
ヘパリノイドはヘパリンと同様に、通常イオン的相互作用または水素結合を介して、ヘパリン結合蛋白質と相互作用する。ヘパリン結合蛋白の例としてはアンチトロンビンIII等が挙げられる。ヘパリンと蛋白質の相互作用の多くは直接的ではなく、ヘパリン結合蛋白質は実際にはヘパリンポリマーに結合したGAG側鎖やムチンと相互作用すると考えられており、ヘパリン類似物質も同様に、生体内でGAG側鎖を獲得してこれらの蛋白質と相互作用する可能性はある。反面、ヘパリンと直接結合する蛋白質キマーゼ等の蛋白質もある。

## 様々な硫酸化多糖

### 動物由来
デルマタン硫酸はヘパリノイドに分類される化合物の一例である。O-硫酸化N-アセチル-D-ガラトサミン、L-イズロン酸、D-グルクロン酸からなる天然多糖類で、抗血栓薬として臨床的に使用されている。
コンドロイチン硫酸は、デルマタン硫酸に比べ生物活性がやや低く、O-硫酸化N-アセチル-D-ガラトサミンとD-グルクロン酸から構成されている。この効能の変化は、ポリマー鎖の柔軟性に影響を与えるL-イズロン酸がないことに関係しているという説がある。
アカラン硫酸は、アフリカの巨大な陸生カタツムリアフリカマイマイが自然に生産するヘパリノイドである。
ケラタン硫酸は、軟骨の構成成分であるヘパリノイドである。角膜に多く含まれる。
キチン（昆虫の殻や菌類の構造物の成分）は、脱N-アセチル化されてキトサンになり、硫酸化されるとヘパリンと化学的に非常に類似した物質となる。実際にATIIIに作用してトロンビンを阻害する。

### 植物由来
フコイダンは、L-フコースが硫酸化された高分子である。
カラギナンは、藻類から単離される。
ヒアルロン酸は、硫酸化されるとヘパリノイドとして機能する。変形性膝関節症の疼痛緩和や症状改善のためにヒアルロン酸の関節内注射が行われているが、重篤な副作用の危険性がある為、ヒアルロン酸の関節内注射は行われない。
アルギン酸は硫酸化されることでヘパリノイドとして機能する。
ブナ樹皮のペントサンは硫酸化するとヘパリンの10分の1の効能で作用する。

### 微生物由来
大腸菌のK5多糖は硫酸化されるとヘパリノイドとして作用する。